# Stanisław Has
Stanisław Has (* 27. März 1914 in Krakau; † 20. Mai 1997 in Lublin) war ein polnischer Dirigent und Komponist. 
Has hatte zunächst privaten Musikunterricht und studierte von 1935 bis 1939 Musiktheorie am Konservatorium der Musikgesellschaft Krakau. Parallel studierte er von 1937 bis zum Ausbruch des Zweiten Weltkrieges Jura an der Jagiellonen-Universität. In der Zeit der deutschen Besatzung nahm er privaten Kompositionsunterricht bei Feliks Nowowiejski und Zdzisław Jachimecki. Ab 1945 setzte er seine Ausbildung an der Staatlichen Musikhochschule in Krakau fort. Von 1947 bis 1952 studierte er Dirigieren zunächst bei Walerian Bierdiajew, später bei Artur Malawski, bei dem er zwischen 1951 und 1955 auch Kompositionsunterricht nahm. Sein Jurastudium an der Jagiellonen-Universität beendete 1945 mit dem Master-Abschluss.
Bereits zwischen 1937 und 1939 leitete Has ein Kammerensemble. Von 1946 bis 1950 war er Dirigent des Krakauer Akademischen Chores, ab 1950 Dirigent des Polnischen Rundfunkorchesters Krakau. 1961–62 war er auch künstlerischer Leiter des Städtischen Musiktheaters Krakau. Er wurde u. a. mit der Medaille zum X. Jahrestag der Volksrepublik Polen (1955), als verdienter Kulturaktivist (1968), dem Goldenen Verdienstkreuz der Republik Polen (1968) und der Ehrenmedaille Ersten Grades mit Lorbeer der polnischen Chor- und Orchestervereinigung (1975) ausgezeichnet.

## Werke
- Rusałka walc für Orchester (1937)
- Białe astry walc für Orchester (1937)
- Polna różyczka walc für Orchester (1937)
- Serenada für Orchester (1938)
- Walc baletowy für Orchester (1942)
- Menuet G-dur für Klavier (1942)
- Hejże ino pieśń für Männerchor a cappella (1942)
- Nokturn für Stimme und Klavier (1943)
- Kołysanka für Stimme und Klavier (1943)
- Romans für Violine und Klavier (1944)
- Sonatina E-dur für Klavier (1948)
- Sonatina D-dur für Klavier (1948)
- Leci piosenka pieśń für Stimme und Klavier (1950)
- Carne ocy… für Stimme, Chor und Orchester (1950)
- W słonecznym blasku für Sopran und Orchester (1950)
- Romans für Violine und Orchester (1950)
- Idź nad strumień pieśń für Stimme und Klavier (1951)
- Preludium für Klavier (1951)
- Wieczór cichy kołysanka für Mezzosopran und Orchester (1951)
- Oddalasz się für Stimme und Klavier (1951)
- Wariacje für Klavier (1952)
- Kołysanka für Stimme und Orchester oder Klavier (1952)
- Uwertura komiczna für Orchester (1953)
- Sonata für Klarinette und Klavier (1954)
- Tarantela für Klavier und Orchester (1955)
- A wierniem ja… für Mezzosopran, gemischten Chor und Orchester (1955)
- W złotych strzępach liści, Lied für Stimme und Klavier (1959)
- W mieście snów, walców i bzów, Jugendlied für gemischten Chor und Orchester (1959)
- Złowrogi wieczorny chłód, Lied für Stimme und Klavier (1960)
- Groteska für Klavier und Orchester (1961)
- Uwertura für Orchester (1961)
- Zaczarowane pantofelki, Kinderballett (1964)
- Concertino für Klarinette und Orchester (1965)
- Suita-Fantazja für Orchester (1968)
- Dwie miniatury für Oboe und Orchester (1972)